# Кубок европейских чемпионов по хоккею с шайбой среди женщин
Кубок европейских чемпионов среди женщин по хоккею с шайбой (European Women Champions Cup) — европейский клубный турнир по хоккею с шайбой для женских команд — чемпионов своих стран. Проводился с 2004 по 2015 годы под эгидой Международной федерации хоккея. Сезон 2014/15 был последним проведённым турниром перед его запланированной остановкой в 2015 году.

## Призёры Кубка европейских чемпионов среди женщин

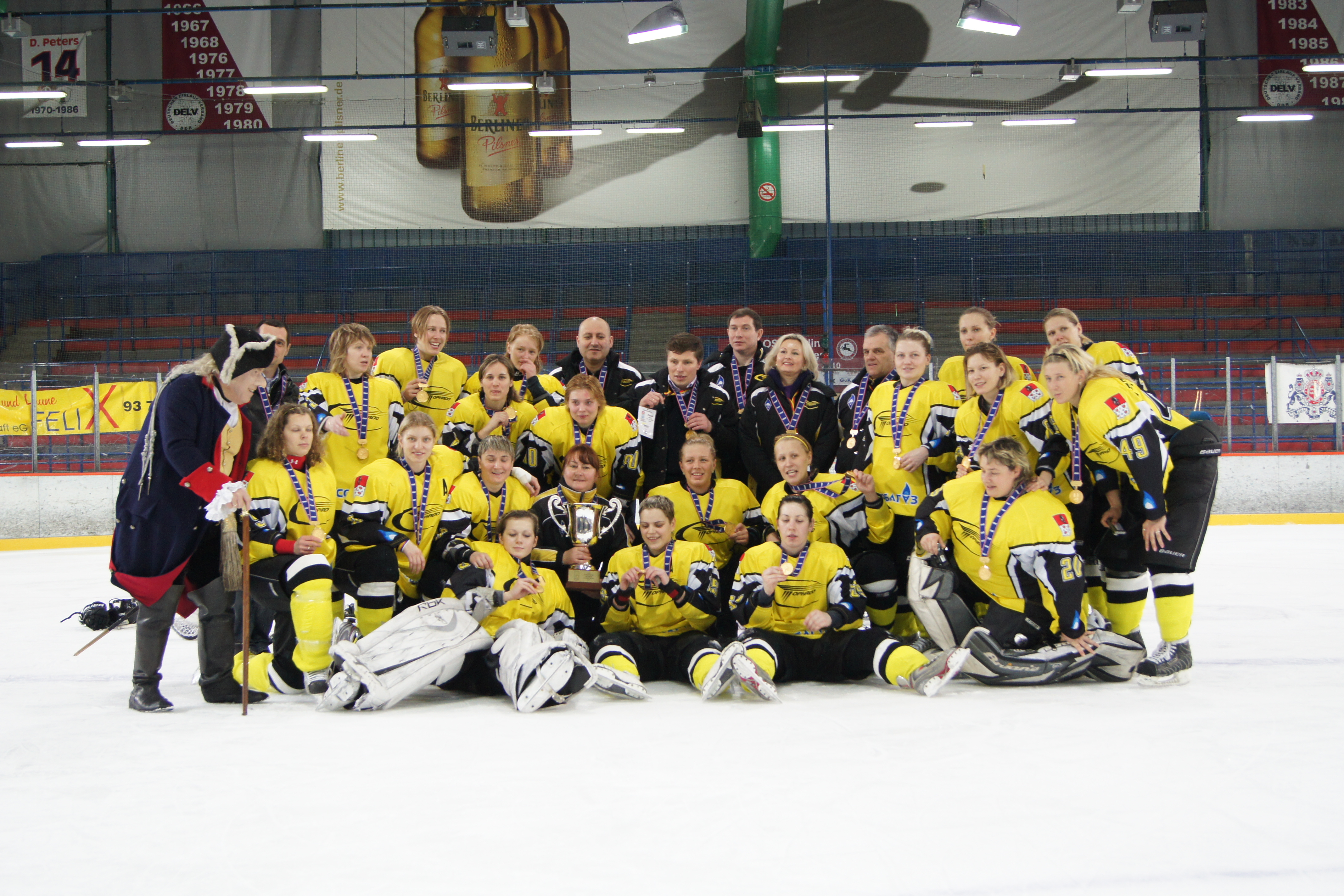
Европейский чемпион 2010: Торнадо Московская область

| Год       | Золото  | Серебро      | Бронза     | Место и страна проведения финала | Место и страна проведения финала |
| --------- | ------- | ------------ | ---------- | -------------------------------- | -------------------------------- |
| 2004      | АИК     | СКИФ         | Цуг        | Стокгольм, Сольна                | Швеция                           |
| 2005      | АИК     | Эспоо Блюз   | СКИФ       | Стокгольм, Сольна                | Швеция                           |
| 2006      | АИК     | Торнадо      | Сегельторп | Катринехольм                     | Швеция                           |
| 2007/2008 | АИК     | Эспоо Блюз   | Айсулу     | Стокгольм, Валлентуна            | Швеция                           |
| 2008/2009 | СКИФ    | Сегельторп   | Эспоо Блюз | Лохья                            | Финляндия                        |
| 2009/2010 | Торнадо | Эспоо Блюз   | ОСК Берлин | Берлин                           | Германия                         |
| 2010/2011 | Ильвес  | СКИФ         | Лугано     | Лугано                           | Швейцария                        |
| 2011/2012 | Торнадо | Цюрих Лайонс | ХПК        | Хямеэнлинна                      | Финляндия                        |
| 2012/2013 | Торнадо | МОДО         | Кярпят     | Оулу                             | Финляндия                        |
| 2013/2014 | Торнадо | АИК          | Эспоо Блюз | Бад-Тёльц                        | Германия                         |
| 2014/2015 | СКИФ    | Линчёпинг    | Эспоо Блюз | Эспоо                            | Финляндия                        |